# Бардієр Федір Федорович
Федір Федорович Бардієр (нар. 17 березня 1905, село Преображенка Таврійської губернії, тепер Каховського району Херсонської області —  19 травня 1983, місто Київ) — український радянський господарський діяч, економіст. Кандидат у члени ЦК КП(б)У в 1940—1949 роках. Доктор економічних наук (1969), професор (1971).

## Біографія
У 1931 році закінчив Київський хіміко-технологічний інститут.
У 1933—1936 роках — керуючий місцевої промисловості, заступник директора, директор, завідувач кафедри економіки промисловості Академії постачання. У 1936—1938 роках — начальник планово-виробничого відділу Київського заводу «Арсенал».
У серпні 1938 — травні 1939 року — заступник народного комісара легкої промисловості Української РСР.
14 травня 1939 — квітень 1941 року — народний комісар текстильної промисловості Української РСР.
У 1941—1943 роках — директор фабрики імені Максима Горького. У 1943—1944 роках — директор шкіряного заводу. У 1944—1947 роках — начальник главку медично-інструментальної промисловості.
У 1947—1949 роках — директор Київської трикотажної фабрики імені Рози Люксембург. У 1949—1950 роках — директор шовкового комбінату. У 1950—1953 роках — директор тресту «Укршкілзабезпечення». У 1953—1955 роках — директор експериментально-виробничих майстерень Академії архітектури Української РСР.
У 1952—1955 роках — старший викладач кафедри економіки промисловості і організації виробництва Київського політехнічного інституту. У 1955—1970 роках — доцент кафедри економіки промисловості і організації виробництва Київського економічного інституту народного господарства. У 1970—1980 роках — професор кафедри організації і планування промислових підприємств Київського економічного інституту народного господарства.